# Hesperumia duaria
Hesperumia duaria là một loài bướm đêm trong họ Geometridae.